# CJ ENM Entertainment Division
CJ ENM Entertainment Division  (Hangul: 씨제이이엔엠 엔터테인먼트 부문, anteriormente CJ E&M) es una división de entretenimiento y medios de comunicación de CJ ENM, una subsidiaria del conglomerado surcoreano Grupo CJ. En julio de 2018, la empresa se fusionó con la subsidiaria de la empresa matriz, CJ O Shopping, y esta última es la entidad sobreviviente.

## Historia
CJ E&M se estableció como O Media Holdings en 2010.
En 2011, la empresa pasó a llamarse CJ E&M (abreviatura de CJ Entertainment & Media) tras la fusión de siete empresas del Grupo CJ : CJ Media, On-Media, Mnet Media, CJ Entertainment, CJ Games, CJ Internet y la división de medios de CJ O Shopping.
En 2016, CJ E&M establece su sede en el sudeste asiático en Hong Kong con un intento por expandir el principal plan de desarrollo del grupo en Asia.
En 2018, CJ E&M estableció una oficina en Singapur para promover la distribución de canales y el soporte de ventas publicitarias de la compañía en la región. En mayo del 2018 se anunció que CJ E&M y CJ O Shopping se fusionaron en la nueva empresa CJ ENM (CJ Entertainment and Merchandising), que fue lanzada el 1 de julio.

## Negocio

### Presente
Contenido multimedia: opera como una empresa de medios y producción de programas de televisión.
- Mnet en Corea del Sur, Japón y Estados Unidos
- Familia de redes de tvN
  - tvN en Corea del Sur y Asia
  - XtvN
  - O tvN
  - tvN D (división de contenido web)
- Familia de redes de OCN
  - OCN
  - OCN Movies (anteriormente Home CGV y Channel CGV)[8]
  - OCN Thrills (anteriormente OCN Action y Super Action)
  - OCN Studio (división de contenido)
- OnStyle
- O'live
- CATCH ON
- Chunghwa TV
- OGN
- Tooniverse
- DIA TV
- UXN
- English Gem
- Studio Dragon[9]
  - Culture Depot
  - GT:st
  - Hwa&Dam Pictures
  - KPJ Corporation
  - Mega Monster[10] (5,86%) *
  - Merrycow Creative[11] (19%) *
- JS Pictures
- Bon Factory Worldwide[12]
- AStory[13] (10,71%) *
- Studio Take One[14]
- Eccho Rights (con sede en Suecia)[15]

Cine – opera como productora cinematográfica, editorial cinematográfica y producción de inversiones cinematográfica.
- CJ Entertainment
  - Cinema Service
  - Dexter Studios[16] (5%) *
  - Filament Pictures
  - JK Film[17]
  - Skydance Media (porcentaje desconocido; con sede en Estados Unidos) *[18]
- Studio Dragon
  - Movie Rock[19] (20%) *

Música – opera como administración de artistas, sello discográfico, compañía de producción musical, administración de eventos, compañía de producción de conciertos, editorial de música y compañía de inversiones en entretenimiento.
- Stone Music Entertainment (sello principal) [disuelto][20]
  - MMO Entertainment
  - Hi-Lite Records
  - AOMG
  - H1ghr Music
  - Amoeba Culture
  - Swing Entertainment
  - Off The Record Entertainment
  - LM Entertainment
  - Belift Lab (co-gestionado por Hybe Corporation)

Convención – opera como una compañía de producción de conciertos, producción de festivales y producción de premios.
- Mnet Asian Music Awards
- KCON
- Valley Rock Music & Arts Festival
- Get It Beauty CON
- OLive CON

Artes escénicas – opera como una compañía de producción teatral.
Animación – opera como una empresa de producción de animación, editorial de animación, producción de inversiones en animación y comercialización de contenido de animación.
- Studio Bazooka[22]

Solución de medios – desarrolla y produce contenido de marketing y suministra soluciones de marketing integradas.

### Anterior
- CJ E&M Game Division, editor y desarrollador de juegos, se dividió en 2014 como una empresa independiente llamada CJ Netmarble (씨제이넷마블 (romanización revisada, CJ Netmabul)).[23]

*denota una empresa en la que CJ ENM o cualquiera de sus subsidiarias tiene un interés minoritario.

## Controversias
En abril de 2015, CJ E&M fue acusado de movilizar a empleados jóvenes para ocupar los asientos de su junta general anual de accionistas en un intento de silenciar a los accionistas.
En octubre del 2015, CJ E&M y su subsidiaria estadounidense CJ E&M America fueron demandados por la agencia musical con sede en Seúl 'DFSB Kollective' por infracción de derechos de autor y violación de la Ley de Derechos de Autor del Milenio Digital en el Tribunal de Distrito Central de California, y este último buscaba obtener $50 millones. En respuesta a la demanda, CJ E&M acusó a DFSB de estar descontento con la decisión final sobre una demanda similar presentada en Seúl en 2011. El primer juicio se fijó para el 1 de marzo del 2016 después de que el tribunal rechazara la moción de CJ E&M de desestimar el caso.